# 奧伯恩岑湖

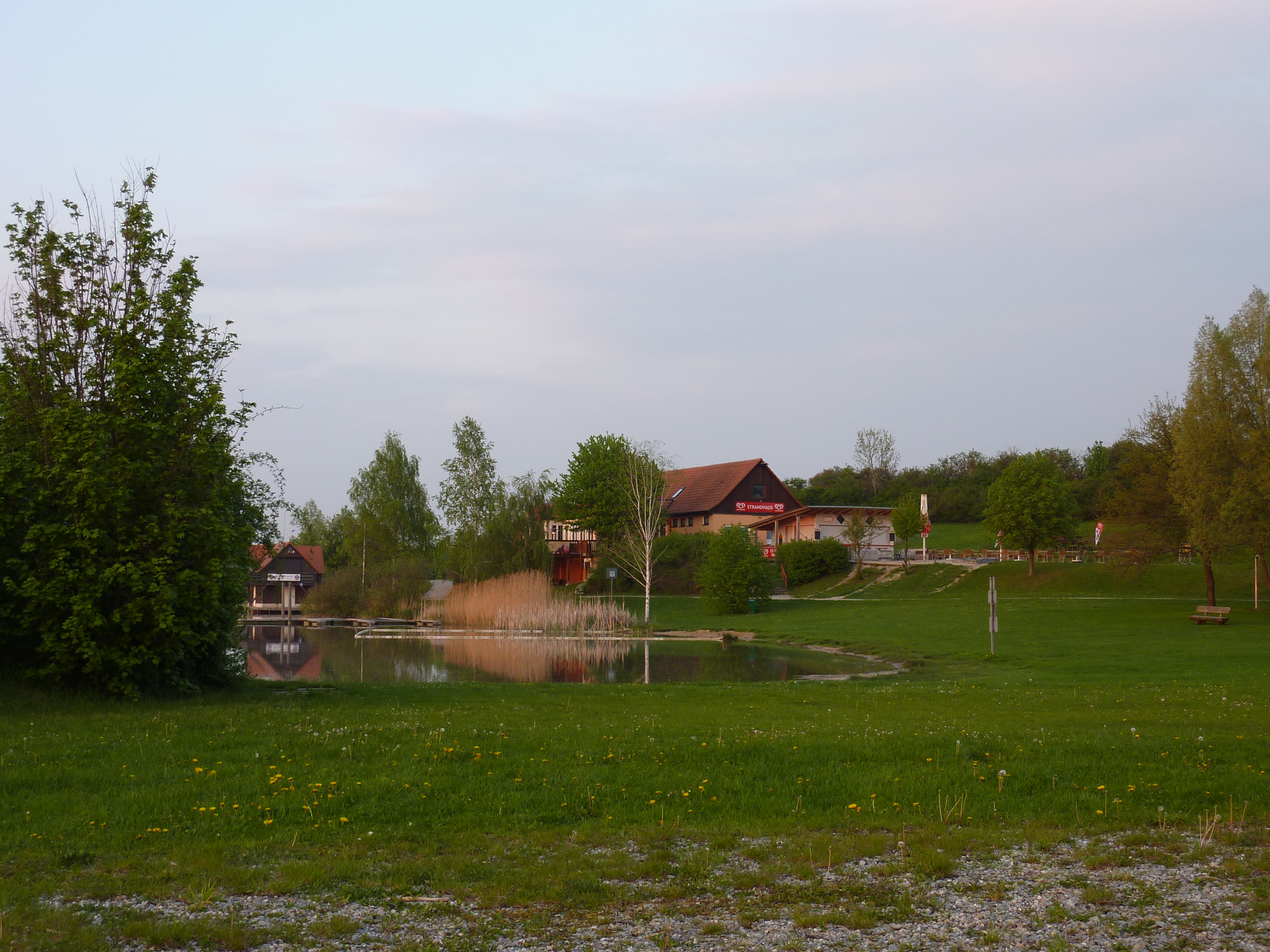

49°26′55″N 10°27′16″E / 49.4485°N 10.4545°E
奧伯恩岑湖（德語：Obernzenner See），是德國的湖泊，位於該國東南部，由巴伐利亞州負責管轄，處於艾施河畔諾伊施塔特-巴特文茨海姆縣，面積0.14平方公里，海拔高度378米，平均水深5米，湖岸線長度1.4公里。